# Cristian Bartoloni
Cristian Bartoloni (Buenos Aires, 26 de agosto de 1995) es un jugador argentino de rugby que milita en el Les Abelles Rugby Club, de la División de Honor.

## Carrera
Disputó el Mundial juvenil IRB con los juveniles (Sub-19 y Sub-20) de Los Pumas.

 y en 2016 y 2017 jugó con la selección Argentina XV.
Bartoloni representó anteriormente a los Jaguares en el Super Rugby y fue nombrado en el equipo para la temporada 2016 del Super Rugby y la temporada 2017.   Luego representó a Soyaux Angoulême en 2017. 
Después paso una temporada en España con el VRAC Quesos Entrepinares, otra en Francia con el RC Aubenas Vals, después con el Rugby Colorno de Italia y por último con el CSA Steaua București de Rumania.
En 2023 volvió a España para jugar con el Industriales Rugby de la División de Honor B, la segunda categoría del país, y a la temporada siguiente fichó por un equipo de una categoría superior, el Les Abelles Rugby Club de la División de Honor.

## Estadísticas con los Pumas
Mundial Juvenil IRB
| Fecha               | Rival   | Tries | Pts. |
| ------------------- | ------- | ----- | ---- |
| 10 de junio de 2015 | Escocia | 0     | 0    |
| 15 de junio de 2015 | Italia  | 1     | 5    |
| 2 de junio de 2015  | Irlanda | 0     | 0    |

## Seleccionados

### ArgentinaM-19 (2014).
M-19: 1 partido
2014: 11/10 vs. Uruguay. 

### ArgentinaM-20 (2014 y 2015).
M-20:  5 partidos
En 2015: 8 de marzo vs. Los Teritos; 11 de marzo vs. Sudamérica XV; 12 de mayo vs. Sudáfrica; 16 de mayo vs. Sudáfrica; RWC: 2 de junio vs. Irlanda.